# Lavočkin LaGG-3
LaGG-3 (Lavočkin-Gorbunov-Gudkov - 3; rusky Лавочкин-Горбунов-Гудков ЛаГГ-3) bylo sovětské stíhací letadlo vyvinuté z předsériového LaGG-1 před druhou světovou válkou a jedno z nejpoužívanějších letadel na počátku Velké vlastenecké války.

## Vývoj
LaGG-3 byl pojmenovaný po svých konstruktérech Semjonu Lavočkinovi, Vladimíru Gorbunovovi a Michailu Gudkovovi. Vyvinut byl ještě před začátkem války na základě požadavku vzdušných sil na nový stíhací jednoplošník s uzavřenou kabinou a zatahovacím podvozkem začátkem ledna 1939. Konečný výběr se soustředil na dva prototypy poháněné řadovým motorem Klimov M-105P s kanónem umístěným mezi bloky válců a střílejícím dutou hřídelí vrtule. Charakteristickou vlastností obou strojů byla absence duralových částí kostry trupu a křídel. První byl začátkem roku 1940 vyzkoušen typ I-26 konstruktéra Alexandra Jakovleva, který měl trup svařený z ocelových trubek a kostru křídel ze dřeva. Tvarem mu byl velmi podobný druhý prototyp I-22 z konstrukční kanceláře vedené Lavočkinem s Gorbunovem a Gudkovem jako asistenty. Byl zalétán v březnu 1940. Mezi oběma letouny byly hlavně skryté rozdíly: I-22 byl vyrobený z diagonálně vrstvené překližky ze sibiřské břízy, tento dřevěný materiál byl v době nedostatku hliníku jeho lacinou náhradou. Z I-22 se postupně stal I-301. Spolu se svým konkurentem I-26 se nakonec dostal do sériové výroby začátkem roku 1941. Stroje se však staly známé pod jinými označeními: I-26 jako Jak-1, I-22 jako LaGG-1 a I-301 jako LaGG-3. V době, kdy se začínaly vyrábět, byl Sovětský svaz napaden nacistickým Německem.
Ještě během výroby byly odstraňovány nejrůznější nedostatky stroje a vznikl tak nový typ LaGG-3. Začleňování strojů LaGG do vzdušných sil Sovětského svazu bylo spojené s objektivními těžkostmi. V době napadení Německem, bylo na tento typ přeškoleno jen asi 32% létajícího personálu. Stroj absolvoval nejrůznější úpravy.
Sériová produkce od začátku výroby v roce 1941 do jejího ukončení v roce 1944 byla vládou objednána v celkem 66 sériích. 1. až 4. série byla vyzbrojena kulometem UBS v ose vrtule, dvěma kulomety UBS a dvěma ŠKAS pod krytem motoru. 5. až 7. série měla kanón ŠVAK v ose vrtule, dva ŠKAS a jeden UBS pod krytem motoru, který se však někdy nemontoval. Od 8. série se do letounu instaloval kanón ŠVAK v ose vrtule, pod kryt motoru UBS. Stroje mohly do roku 1942 nést pod křídlem též neřízené střely RS-82 nebo pumy (11. série). V pozdějším období války byl mezi válce osazován kanón NS-37 konstruktérů Nudelmana a Suranova ráže 37 mm (34. série) ke stíhání bombardérů a k boji proti tankům. Jeden UBS byl pod krytem motoru. Tato verze se označovala jako LaGG-3IT. Od roku 1943 nahradily kanón NS-37 jiným typem stejné ráže K-37.
Úpravy se dočkal hlavně křehký podvozek, ale i náběžné hrany křídel, na které byly instalovány automatické sloty, které zlepšovaly manévrovací schopnosti a ulehčovaly přistání. Během výroby procházely změnou i pohonné jednotky. Letouny 1. až 3. série obdržely motor M-105P, 4. až 28. M-105PA a do sérií od roku 1943 čísel 29 až 66 M-105PF (VK-105PF). U 66. série došlo k odlehčení draku a začal se montovat pancéřovaný čelní štítek pilotní kabiny z plochých skel. Ve výšce hladiny moře dosahoval LaGG-3 rychlosti 554 km/h, ve výšce 3 400 m to bylo úctyhodných 618 km/h. Těchto hodnot dosahoval už prototyp v roce 1940.

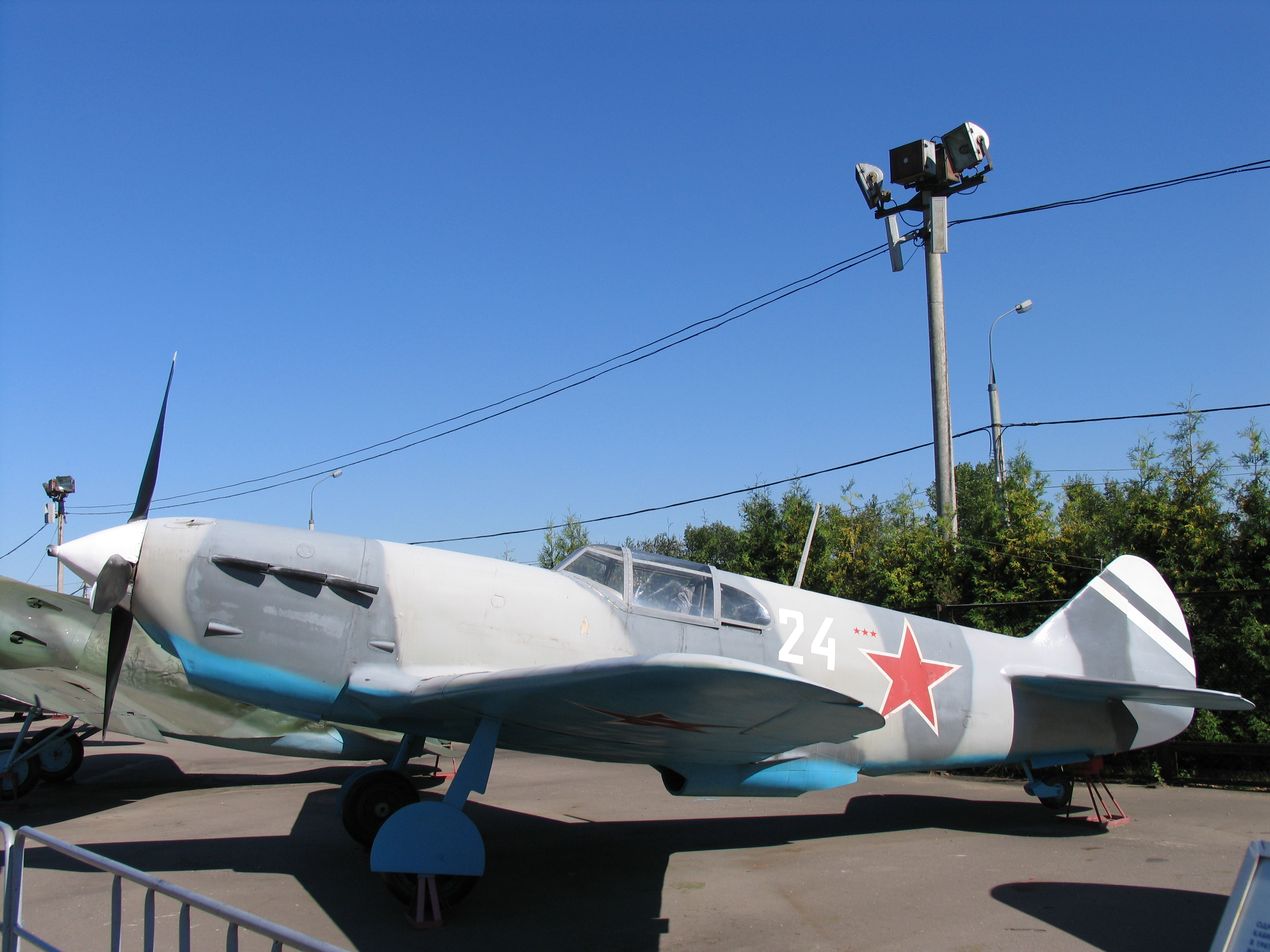
Dochovaný LaGG-3

Během sériové výroby vzniklo také několik experimentálních prototypů. Již v prosinci 1941 byl do draku LaGG-3 instalován vzduchem chlazený hvězdicový motor M-82 konstruktéra Švecova pohánějící třílistou vrtuli VIŠ-105P. Takto upravený prototyp nesl označení LaGG-3-M82A.
Na počátku roku 1942 byly na stroji LaGG-3, sériové číslo 2 444, provedeny úpravy s cílem výrazně odlehčit konstrukci. "Odlegčennyj" byl vyzbrojen lehčím kanónem MP-20 v ose vrtule a dvěma synchronizovanými UBS pod krytem motoru, palubní vybavení bylo omezeno na nutné minimum a ocasní plochy byly zhotoveny z méně nasyceného dřeva. Při zkouškách střemhlavého letu však došlo k destrukci trupu a pilot V. Guzin zahynul v troskách stroje.
Dvoumístný prototyp určený k přeškolování a výcviku stíhacích pilotů nesl označení LaGG-3UTI. 14. února 1942 v něm zahynul zkušební pilot J. Stankevič.
V srpnu 1942 byl letoun LaGG-3 sériového čísla 31213173 vybaven dvěma náporovými motory Bondarjuk VRD-1, které byly pomocí proudnicových pylonů připevněny na spodní ploše křídla. Používaly stejné palivo jako hlavní motor M-105PF. VRD-1 však dokázaly zrychlit LaGG-3PVRD pouze o 15 km/h ve výšce 1 500 m, ale pokud však byly mimo provoz, zpomalovaly prototyp svým aerodynamickým odporem o 35 km/h.
V roce 1943 proběhla zástavba a zkoušky předsériového řadového motoru M-107A do draku letounu LaGG-3. Nový motor dával o 25% vyšší výkon, než M-105PF avšak docházelo k jeho neustálému přehřívání. Prototyp LaGG-3-M-107A s pilotem G. Miščenkem provedl 33 zkušebních letů, které však skončily stejným počtem nouzových přistání.
Konečným řešením problémů LaGG-3 byla montáž hvězdicových motorů AŠ-82 a vývojová linie typů LaG-5, resp. La-5.

## Služba

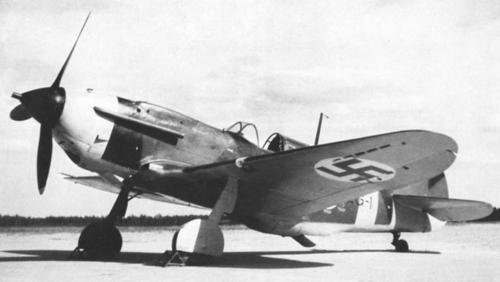
LaGG-3 ve finských službách

Stroje bojovaly  od samého začátku války proti Německu. Nasazovány byly ve všech velkých operacích na východní frontě až do konce války. Nekvalitní výroba a konstrukční zásahy však způsobily u těchto strojů zvýšení hmotnosti, které mělo za následek ztrátu kvality oproti prototypu. Vyrovnat se kvalitě prototypu trvalo do roku 1943. Přes to, že stroj měl poměrně dobré parametry, byl obratný, odolný, měl na sovětské poměry slušný dolet i výzbroj, nebyl mezi piloty příliš oblíbený a jeho neduhy ještě často prohlubovala i nedostatečná údržba na frontě. Popularita strojů mezi letci byla natolik nízká, že zkratku LaGG začali vykládat jako: „lakirovannyj garantirovannyj grob“ (lakovaná zaručená rakev). Jeho nedostatky vedly k vývoji typu Lavočkin La-5, avšak už bez účasti konstruktérů Gudkova a Gorbunova.
Do roku 1944 bylo vyrobeno 6 528 kusů LaGG-3. Mimo vzdušných sil Sovětského svazu sloužily kořistní stroje jen ve finském letectvu.

## Popis konstrukce
LaGG-3 byl jednomístný, jednomotorový samonosný dolnoplošník. Dřevěná kostra křídel a pevných ocasních ploch byla potažená překližkou, kovová kostra pohyblivých ocasních ploch a klapek plátnem. Trup tvořila překližková poloskořepina. Krycí plechy motoru byly duralové. Řadový motor poháněl kovovou trojlistou vrtuli s nastavitelným úhlem náběhu listů. Podvozek byl zatahovací. Hlavní podvozkové nohy se zatahovaly směrem k trupu, zadní ostruhové kolečko bylo pevné.

## Varianty

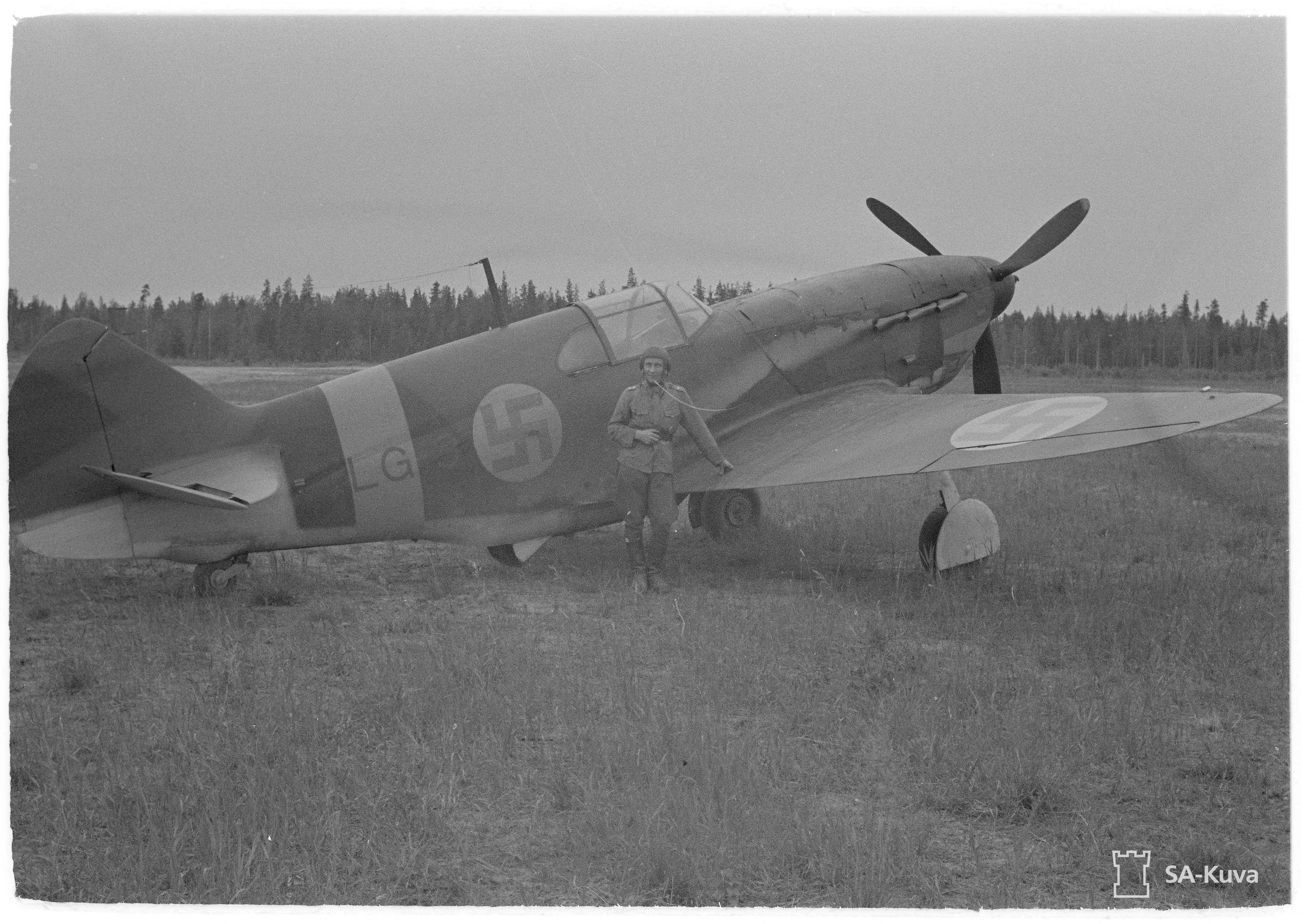
LaGG-3

Gudkov Gu-82jednomístný LaGG-1 s motorem Švecov M-82 o výkonu 1 150 kW a vrtulí z letounu Suchoj Su-2
Gudkov K-37protipancéřová verze s kanonem Špitalnij-Komaritsij ráže 37 mm; v létě 1942 vznikly jen 3 prototypy
Gorbunov 105odlehčená verze LaGG-3 s vylepšeným výkonem a zdokonaleným zadním výhledem, později přebrala novější letadla jako La-5
LaGG-3ITLaGG-3 série 66 s kanonem Nudelman-Suranov NS-37

## Specifikace (LaGG-3 série 66)

### Technické údaje
- Posádka: 1 (pilot)
- Rozpětí: 9,80 m
- Délka: 8,81 m
- Výška: 2,54 m
- Nosná plocha: 17,4 m²
- Prázdná hmotnost: 2 205 kg
- Vzletová hmotnost : 2 620 kg
- Maximální vzletová hmotnost: 3 190 kg
- Pohonná jednotka: 1× vodou chlazený, 12válcový motor Klimov M-105PF
- Výkon pohonné jednotky: 927 kW (1 260 k)

### Výkony
- Maximální rychlost: 575 km/h
- Dolet: 1 000 km
- Dostup: 9 700 m
- Stoupavost: 14,9 m/s
- Plošné zatížení: 150 kg/m²
- Poměr výkon/hmotnost: 350 W/kg

### Výzbroj
- 1× kanón ŠVAK ráže 20 mm
- 2× synchronizovaný kulomet Berezin BS ráže 12,7 mm
- 6× neřízené rakety RS-82 nebo RS-132 do hmotnosti 200 kg
- 2× pumy FAB-50, FAB-50M, AO-25M, ZAB-50TG, TŠAB-25R-5, AOTŠ-25